# Vadims Vasiļevskis
Vadims Vasiļevskis (Riga, 5 januari 1982) is een Letse speerwerper. Hij behoort tot de beste speerwerpers van de wereld. Vanwege de sterke tegenstand die hij ondervond van landgenoten als Ēriks Rags en Voldemārs Lūsis lukte het hem pas in 2008 om Lets kampioen speerwerpen te worden. Hij nam driemaal deel aan de Olympische Spelen en won daarbij eenmaal een zilveren medaille.

## Loopbaan

### Eerste internationale ervaringen
In 1999 werd Vasiļevskis op zijn eerste internationale wedstrijd, de wereldkampioenschappen voor B-junioren in Bydgoszcz, uitgeschakeld in de kwalificatieronde. In Santiago, een jaar later, werd hij achtste op de wereldkampioenschappen voor junioren met 68,14 m. Een positie hoger eindigde hij in 2001 op de Europese kampioenschappen voor junioren in het Italiaanse Grosseto, waar hij de speer naar een afstand van 70,59 zwiepte.
Op zijn eerste kampioenschapstoernooi bij de senioren, de Europese kampioenschappen in München in 2002, kwam hij vervolgens, ondanks een beste worp van 78,20, niet door de kwalificatieronde heen. In 2003 won hij echter zilver tijdens de Militaire Wereld Spelen in het Italiaanse Catania. Deze wedstrijd werd gewonnen door de Rus Aleksandr Ivanov. Op de EK voor atleten onder 23 jaar (U23) in Bydgoszcz eindigde hij vervolgens weer als zevende met 72,39.

### Zilver op OS in 2004
Zijn beste prestatie leverde Vadims Vasiļevskis in 2004. Op de Olympische Spelen van Athene won hij onverwachts een zilveren medaille achter de Noor Andreas Thorkildsen (goud) en voor de Rus Sergej Makarov (brons). Hij wierp in Athene een persoonlijk record van 84,95. Zijn landgenoot Voldemārs Lūsis werd met 79,27 uitgeschakeld in de kwalificatieronde, terwijl Ēriks Rags niet verder kwam dan 83,14 en genoegen moest nemen met een zevende plaats. Eerder, aan het begin van datzelfde jaar, had hij ook al de Europese winterbeker gewonnen door met 82,44 zijn landgenoot Ainârs Kovals en de Fin Teemu Wirkkala te verslaan.

### Tweemaal vierde
Na het behalen van olympisch zilver in Athene was de tegenvaller een jaar later, op de wereldkampioenschappen in Helsinki des te groter, toen hij zich daar met een verste worp van 76,16 en een zevende plaats in zijn kwalificatiegroep zelfs niet wist te plaatsen voor de finale. Dan deed hij het in 2006 op de EK van 2006 in Göteborg in elk geval weer een stuk beter, want daar werd Vasiļevskis met 83,21 vierde. Ook op de WK van 2007 in Osaka eindigde hij op een vierde plaats en viste hij opnieuw net achter de medailles. Eerder had hij in juli van dat jaar in Estland zowel zijn persoonlijke als het nationale record verbeterd tot 90,73 en had hij kort voor Osaka met een beste prestatie van 83,92 de gouden medaille gewonnen op de universiade.

### OS 2008
In 2008 nam hij deel aan de Olympische Spelen, waar hij bij het speerwerpen met 81,32 als negende eindigde, nadat hij twee dagen eerder in de kwalificatie 83,51 had gegooid. Vasiļevskis was ook de drager van de Letse vlag bij de openingsceremonie in Peking. Een schrale troost was, dat de Let aan het einde van het seizoen het speerwerpen tijdens de wereldatletiekfinale in Stuttgart met 86,65 won en dat hij al doende olympisch kampioen Andreas Thorkildsen, die tot 83,77 kwam, ruimschoots klopte.

### Alweer vierde
Een jaar later leek het er op de WK in Berlijn na de kwalificatie rooskleurig uit te zien voor Vadims Vasiļevskis, want zijn 86,69 was verreweg de beste worp tot dan toe. In de finale kon hij dit niveau echter niet vasthouden en kwam hij met een beste worp van 82,37 voor de zoveelste keer net buiten de medailles en op een vierde plek terecht. Andreas Thorkildsen (eerste met 89,59), Guillermo Martínez (tweede met 86,41) en Yukifumi Murakami (derde met 82,97) staken hem de loef af. En deze keer kon hij zijn gram evenmin halen bij de wereldatletiekfinale in Thessaloniki, want ook daar kwam hij nu niet verder dan een vierde plaats.

### Diep dal
De jaren die volgden omvatten een periode waarin de atletiekloopbaan van Vasiļevskis in een diep dal terechtkwam. Zijn deelname aan de EK van 2010 in Barcelona mislukte volledig; met een schamele 67,56 kwam hij in de kwalificatieronde van het speerwerpen op de allerlaatste plaats terecht. Een jaar later slaagde hij er op de WK van 2011 evenmin in om zich te kwalificeren. Met 75,23 eindigde hij als twaalfde in zijn kwalificatiegroep. En in 2012 kwam hij er op de Olympische Spelen in Londen evenmin aan te pas. Met 72,81 eindigde hij in de kwalificatieronde op een schamele 21e plaats. Het leidde ertoe, dat hij direct na de Spelen zijn afscheid van de atletieksport aankondigde. Die beslissing herriep Vasiļevskis echter alweer aan het eind van dat jaar. Ineens leek hij vastbesloten om zich opnieuw te bewijzen in de atletiekarena en de hoogst mogelijke resultaten te bereiken.

## Titels
- Universitair kampioen speerwerpen - 2007
- Lets kampioen speerwerpen - 2008

## Persoonlijke records
| Onderdeel           | Prestatie    | Datum        | Plaats    |
| ------------------- | ------------ | ------------ | --------- |
| speerwerpen         | 90,73 m (NR) | 22 juli 2007 | Tallinn   |
| speerwerpen (700 g) | 60,02 m      | 16 juli 1999 | Bydgoszcz |

## Palmares

### speerwerpen
Kampioenschappen
- 2000: 8e WJK - 68,14 m
- 2001: 7e EJK - 70,59 m
- 2002: 9e in kwal. EK te München - 78,20 m
- 2003:  Militaire Wereld Spelen - 77,81 m
- 2003: 7e EK U23 - 72,39 m
- 2004:  Europese winterbeker - 82,44 m
- 2004:  OS - 84,95 m
- 2004: 8e Wereldatletiekfinale - 76,28 m
- 2005: 7e in kwal. WK - 76,16 m
- 2006: 4e EK - 83,21 m
- 2006: 4e Wereldatletiekfinale - 83,26 m
- 2007: 4e WK - 85,19 m
- 2007:  Universiade - 83,92 m
- 2008: 9e OS - 81,32 m
- 2008:  Wereldatletiekfinale - 86,65 m
- 2009: 4e WK - 82,37 m
- 2009: 4e Wereldatletiekfinale - 81,86 m
- 2010: 12e in kwal. EK - 67,56 m (23e in totaal)
- 2011: 12e in kwal. WK - 75,23 m
- 2012: 21e in kwal. OS - 72,81 m
- 2013: 7e in kwal. WK - 79,68 m

Golden League-podiumplaatsen
- 2006:  Bislett Games - 88,09 m
- 2006:  Weltklasse Zürich - 82,50 m
- 2008:  Meeting Gaz de France - 85,61 m
- 2009:  Meeting Areva - 82,82 m
- 2009:  Memorial Van Damme - 82,42 m

Diamond League-podiumplaats
- 2011:  Memorial Van Damme - 85,06 m
- 2012:  Prefontaine Classic – 84,65 m
- 2012:  Herculis – 81,90 m

- World Athletics: 14211112
- Nationale Bibliotheek van Letland: 000255695
- Virtual International Authority File: 1017151898606324190008